# Батай, Матьё
Матьё Батай (фр. Matthieu Bataille, род. 26 июля 1978, Кюк) — французский дзюдоист, чемпион мира среди студентов, чемпион и призёр чемпионатов Франции и Европы, бронзовый призёр чемпионатов мира, участник летних Олимпийских игр 2004 года в Афинах.

## Карьера
Выступал в тяжёлой (свыше 100 кг) и абсолютной весовых категориях. Дважды (в 2003 и 2007 годах) становился чемпионом Франции, и трижды (2001, 2002 и 2010 годы) — бронзовым призёром чемпионатов страны. В 2002 году в городе Нови-Сад (Сербия) стал чемпионом мира среди студентов. Чемпион (2004 год) и бронзовый призёр (2005 год) континентальных чемпионатов в абсолютной категории. Трижды становился бронзовым призёром чемпионатов мира — в 2007, 2008 и 2010 годах.
На летних Олимпийских играх 2004 года в Афинах Батай уступил в первой же схватке узбеку Абдулло Тангриеву и выбыл из дальнейшей борьбы.